# 浪岡顕村
浪岡 顕村（なみおか あきむら）は、安土桃山時代の武将。陸奥国浪岡城主。浪岡氏10代（最後の）当主。

## 略歴
浪岡具運の子として誕生。
川原御所の乱で父・具運が暗殺された後、叔父・顕範の後見を受けて家督を継いだ。しかし浪岡氏の勢力は衰える一方であり、天正6年（1578年）に津軽為信に本拠の浪岡城を攻め落とされる。この時捕らえられて自害させられたとも、落ち延びて舅の安東愛季を頼り、慶長9年（1604年）に死去したとも言われている。
子孫は三春藩の秋田家に仕え、代々秋田の姓を名乗ったが、隠居や庶子は浪岡の姓を名乗ったという（三春浪岡氏）。